# Tentlingen
Tentlingen (en francés Tinterin) es una comuna suiza del cantón de Friburgo, situada en el distrito de Sense. Limita al norte con las comunas de Pierrafortscha y Sankt Ursen, al este con Rechthalten y Giffers, al sur con Sankt Silvester y Le Mouret, y al oeste con Villarsel-sur-Marly y Pierrafortscha.